# Sam Perkins
Samuel Bruce «Sam» Perkins (Brooklyn, Nueva York, 14 de junio de 1961) es un exjugador de baloncesto estadounidense que disputó 17 temporadas en la NBA en las décadas de 1980 y 1990. Con 2,06 metros de altura, jugaba en la posición de ala-pívot.

## Trayectoria deportiva

### Universidad
Perkins jugó entre 1980 y 1984 con los Tar Heels de la Universidad de North Carolina, donde coincidió con otros dos grandes estrellas del baloncesto, Michael Jordan y James Worthy, y juntos ganaron el Campeonato de la NCAA en 1982. Durante su trayectoria universitaria promedió 15,9 puntos y 8,6 rebotes.
Ganó junto a Michael Jordan y Chris Mullin los Panamericanos celebrado en Caracas en el año 1983, poco después de terminar su etapa en North Carolina, fue elegido para representar a Estados Unidos en los Juegos Olímpicos de Los Ángeles 1984. Fue cocapitán del equipo que ganó el oro y que ganó todos sus partidos por más de 11 puntos de ventaja.

### Profesional
Fue elegido en la cuarta posición de la primera ronda del Draft de la NBA de 1984 por Dallas Mavericks. Fue elegido en el mejor quinteto de novatos en la temporada 1984-85, y formó un gran equipo que marcó una época a finales de los 80, junto con Rolando Blackman, Mark Aguirre y Derek Harper, pero tuvieron la desgracia de encontrarse siempre en su camino con los Lakers de Magic Johnson y compañía.
Tras 6 temporadas en Texas ficha precisamente por el equipo angelino, donde coincide con su compañero de universidad James Worthy. Pero es precisamente otro excompañero de los Tar Heels el que le priva de nuevo del título: Michael Jordan y los Chicago Bulls, en las finales de 1991.
A mediados de la temporada 1992/93 es traspasado a Seattle Supersonics, donde coincide con unos entonces jóvenes Gary Payton y Shawn Kemp, con los que consigue llegar a las finales de 1996, donde de nuevo pierde el título frente a los Bulls, en la mejor temporada regular de los de Illinois.
En la temporada 1998/99 ficha por Indiana Pacers, con los que consigue de nuevo llegar a las finales de la NBA, sucumbiendo de nuevo ante los todopoderosos Lakers. Se retiró en 2001, tras 17 años como profesional, y tras promediar 11,9 puntos y 6 rebotes por partido.

## Estadísticas de su carrera en la NBA

### Temporada regular
| Año     | Equipo      | PJ    | PT  | MPP  | %TC  | %3P  | %TL  | RPP | APP | ROB | TPP | PPP  |
| ------- | ----------- | ----- | --- | ---- | ---- | ---- | ---- | --- | --- | --- | --- | ---- |
| 1984-85 | Dallas      | 82    | 42  | 28.3 | .471 | .250 | .820 | 7.4 | 1.6 | .8  | .8  | 11.0 |
| 1985-86 | Dallas      | 80    | 79  | 32.8 | .503 | .333 | .814 | 8.6 | 1.9 | .9  | 1.2 | 15.4 |
| 1986-87 | Dallas      | 80    | 80  | 33.6 | .482 | .352 | .828 | 7.7 | 1.8 | 1.4 | 1.0 | 14.8 |
| 1987-88 | Dallas      | 75    | 75  | 33.3 | .450 | .167 | .822 | 8.0 | 1.6 | 1.0 | .7  | 14.2 |
| 1988-89 | Dallas      | 78    | 77  | 36.7 | .464 | .184 | .833 | 8.8 | 1.6 | 1.0 | 1.2 | 15.0 |
| 1989-90 | Dallas      | 76    | 70  | 35.1 | .493 | .214 | .778 | 7.5 | 2.3 | 1.2 | .8  | 15.9 |
| 1990-91 | L.A. Lakers | 76    | 66  | 34.3 | .495 | .281 | .821 | 7.4 | 1.5 | .9  | 1.1 | 13.5 |
| 1991-92 | L.A. Lakers | 63    | 63  | 37.0 | .450 | .217 | .817 | 8.8 | 2.2 | 1.0 | 1.0 | 16.5 |
| 1992-93 | L.A. Lakers | 49    | 49  | 32.4 | .459 | .172 | .829 | 7.7 | 2.6 | .8  | 1.0 | 13.7 |
| 1992-93 | Seattle     | 30    | 13  | 25.4 | .511 | .452 | .795 | 4.8 | .9  | .7  | 1.0 | 12.1 |
| 1993-94 | Seattle     | 81    | 41  | 26.8 | .438 | .367 | .801 | 4.5 | 1.4 | .8  | 4   | 12.3 |
| 1994-95 | Seattle     | 82    | 37  | 28.7 | .466 | .397 | .799 | 4.9 | 1.6 | .9  | .5  | 12.7 |
| 1995-96 | Seattle     | 82    | 20  | 26.5 | .408 | .355 | .793 | 4.5 | 1.5 | 1.0 | .6  | 11.8 |
| 1996-97 | Seattle     | 81    | 4   | 24.4 | .439 | .395 | .817 | 3.7 | 1.3 | .9  | .6  | 11.0 |
| 1997-98 | Seattle     | 81    | 0   | 20.7 | .416 | .392 | .789 | 3.1 | 1.4 | .8  | .4  | 7.2  |
| 1998-99 | Indiana     | 48    | 0   | 16.4 | .400 | .389 | .717 | 2.9 | .5  | .3  | .3  | 5.0  |
| 1999-00 | Indiana     | 81    | 0   | 20.0 | .417 | .408 | .825 | 3.6 | .8  | .4  | .4  | 6.6  |
| 2000-01 | Indiana     | 64    | 41  | 15.6 | .381 | .345 | .842 | 2.6 | .6  | .5  | .3  | 3.8  |
| Total   | Total       | 1,286 | 757 | 28.5 | .459 | .362 | .811 | 6.0 | 1.5 | .9  | .7  | 11.9 |

### Playoffs
| Año   | Equipo      | PJ  | PT | MPP  | %TC  | %3P  | %TL   | RPP  | APP | ROB | TPP | PPP  |
| ----- | ----------- | --- | -- | ---- | ---- | ---- | ----- | ---- | --- | --- | --- | ---- |
| 1985  | Dallas      | 4   | 4  | 42.3 | .490 | .250 | .765  | 12.8 | 2.8 | .5  | .3  | 18.8 |
| 1986  | Dallas      | 10  | 10 | 34.7 | .429 | .250 | .767  | 8.3  | 2.4 | .9  | 1.4 | 14.9 |
| 1987  | Dallas      | 4   | 4  | 17.0 | .500 | .000 | .696  | 8.5  | 1.3 | 1.0 | .3  | 17.0 |
| 1988  | Dallas      | 17  | 17 | 33.6 | .451 | .143 | .803  | 6.6  | 1.8 | 1.5 | 1.0 | 13.5 |
| 1990  | Dallas      | 3   | 3  | 39.3 | .444 | .000 | .765  | 7.3  | 2.7 | 1.0 | .7  | 15.0 |
| 1991  | L.A. Lakers | 19  | 19 | 39.6 | .548 | .367 | .761  | 8.3  | 1.7 | .8  | 1.4 | 17.7 |
| 1993  | Seattle     | 19  | 17 | 32.9 | .436 | .380 | .873  | 7.0  | 1.9 | 1.0 | 1.3 | 14.4 |
| 1994  | Seattle     | 5   | 0  | 28.2 | .333 | .429 | .882  | 7.2  | .8  | .8  | .4  | 9.8  |
| 1995  | Seattle     | 4   | 1  | 35.3 | .438 | .455 | 1.000 | 7.8  | 3.3 | .8  | 1.3 | 13.5 |
| 1996  | Seattle     | 21  | 1  | 31.1 | .459 | .368 | .754  | 4.3  | 1.7 | .7  | .3  | 12.3 |
| 1997  | Seattle     | 12  | 6  | 28.3 | .337 | .311 | .862  | 4.4  | 1.3 | 1.0 | 1.0 | 8.4  |
| 1998  | Seattle     | 10  | 1  | 21.0 | .381 | .417 | .600  | 3.2  | 1.4 | .3  | .5  | 5.4  |
| 1999  | Indiana     | 13  | 0  | 11.2 | .514 | .458 | .667  | 1.9  | .5  | .0  | .2  | 4.1  |
| 2000  | Indiana     | 23  | 0  | 18.1 | .324 | .348 | .905  | 3.2  | .4  | .2  | .3  | 4.8  |
| 2001  | Indiana     | 3   | 0  | 6.3  | .250 | .250 | –     | 1.3  | .0  | .0  | .0  | 1.7  |
| Total | Total       | 167 | 83 | 28.7 | .444 | .363 | .785  | 5.6  | 1.5 | .7  | .8  | 11.1 |

## Vida personal
Perkins es testigo de Jehová, motivo por el cual jamás cantó el Himno Nacional de los Estados Unidos en los partidos en los que lo entonaron.
Como colaborador del proyecto SportsUnited auspiciado por el Departamento de Estado de los Estados Unidos, Perkins visitó Argelia, Kirguistán, Kazajistán, Catar, Indonesia y Sudán del Sur para dar clínicas de baloncesto a entrenadores locales y ayudar a difundir el deporte en esos países.